# キムラ (建設資材)
株式会社キムラは、北海道札幌市に本社を置く住宅・建築資材総合商社。
本社所在地は北海道札幌市東区北6条東4丁目1番地7 デ・アウネさっぽろ6F。

## 概要
主に住宅資材の卸売りやビル用の資材、不動産販売やホームセンターの運営などを行っている。

## 沿革
1946年5月、木村正二を初代社長として創業された。当時は札幌市中央区南4条東3丁目6番に本拠を構え、狸小路に出店する個人経営の金物小売販売店だった。その後この狸小路に位置していた小売店を閉鎖し、卸売業に専念することとなる。1951年1月に木村金物株式会社を設立、これが現在のキムラの原型となる。その後は1968年1月に社屋を札幌市東区北6条東2丁目の札幌総合卸センターへと移転、1971年に関東営業所・函館営業所を開設すると、翌年には社名を木村金物から現在のキムラへと変更した。
1973年7月、東区に物流センターを設置する。その翌年に前の代表である木村勇市が取締役社長に就任し、その後釧路営業所・旭川営業所を開設していった。1983年5月、100パーセント出資の株式会社グッドーを設立し、ホームセンター事業に乗り出す。以降は帯広営業所・仙台営業所を開設し、1989年3月にはリースセンターを設けた。1990年10月には輸入の促進に貢献した業績が称えられ、北海道通産局長賞を受賞した。
1995年9月に株式を日本証券業協会へ店頭登録することが決定、それより盛岡営業所・新潟営業所・松本営業所と、北海道外への進出を強めていった。1998年1月、100パーセント出資である株式会社アルミックを設立、店舗名を「アーリーバード」とし、建築資材などの小売専門事業を進めていった。その後2001年までに東京支店・郡山営業所・横浜営業所を開設、同年8月には、本州の大手ホームセンターであるジョイフル本田やアークランドサカモト（現・アークランズ）と共にジョイフルエーケーを立ち上げ、ホームセンター事業を拡大した。
2002年8月に現在の会社代表である木村勇介が代表取締役社長へ就任し、2004年にそれまであった東京支店を東京営業部へと改称、東京営業所を開設。前社長であった木村勇市は勇介の社長就任とともに会長職へ就任した。同時期に日本証券業協会からの店頭登録を取り消し、ジャスダックへの上場を果たした。
2020年1月、札幌総合卸センター取り壊しのため北6条東4丁目1番地7 デ・アウネさっぽろ6Fに移転。

## 概要
主に、住宅機器やエクステリアを含む住宅用資材、仮設資材やサッシなどのビル用資材、マンションの分譲や不動産賃貸などの不動産、建築足場のレンタルを主体としたリースの部門に分けられ、販売・輸入・卸売ほか事業を行う。企業理念は社会への貢献・企業の永続・社員の幸せの三位一体の調和。地球環境に配慮し、高品質な住まいづくりを目指す。
札幌市の屯田をはじめ、ホームセンターの「ジョイフルエーケー」ほか店舗を運営。大きいものでは売り場面積が6000坪にも及ぶ。店舗で扱う品数は15万点にのぼり、家庭用製品や建築資材を提供している。ホームセンターはほかに「グッドー」や「アーリーバード」がある。また、住宅リフォームや分譲にも力を入れており、2005年には小樽市にあるマンション、「ベイシティガーデン小樽」の分譲を行った。
その他、他国からの住宅資材輸入事業も行っており、輸入先の国々はノルウェー・スウェーデン・ドイツ・スペイン・フィンランド・アメリカ合衆国など欧米諸国のほか、インドネシアや台湾・ベトナムなどアジア圏の国々との取引も行う。また、「北海道ホームビルダーズショー」にも主力商品を出展、各種ゼネコンら各企業に情報提供を行っている。